# Fünftes Regiment

Emblem des Fünften Regiments

Das 5º Regimiento de Milicias Populares, auch das Fünfte Regiment, war eine militärische Einheit der Zweiten Spanischen Republik während des spanischen Bürgerkrieges. Sie wurde von der Kommunistischen Partei Spaniens und der Vereinigten Sozialistischen Jugend gegründet und formiert.

## Geschichte
Ab dem Jahre 1934 begann die Kommunistische Partei Spaniens mit dem Aufbau paramilitärischer Verbände: der Milicias Antifascistas Obreras y Campesinas (MAOC), die zum Schutz von kommunistischen Führern sowie zum Schutz von lokalen Niederlassungen formiert wurde. Die Angehörigen dieser paramilitärischen Verbände waren hauptsächlich Mitglieder der Jugendorganisation der Kommunistischen Partei. Bei Ausbruch des Spanischen Bürgerkrieges nahm die MAOC am 20. Juli 1936 an der Erstürmung der Madrider Kaserne Cuartel de la Montaña teil. Sie besetzte zudem die Klosterschule der Salesianos im Madrider Stadtteil Tetuán. Nach der Einnahme der Klosterschule diente sie der MAOC als Hauptquartier sowie zur militärischen Ausbildung von Freiwilligen. 
Bereits zu Beginn des Spanischen Bürgerkrieges, im Juli 1936, erfolgte in der Klosterschule die Formation des Fünften Regimentes. Die aus kommunistischen Milizeinheiten formierten fünf Sparten wurden zum Namensgeber, dem 5º Regimiento de Milicias Populares. Das Fünfte Regiment stellte jedem Offizier einen politischen Kommissar zur Seite. Dessen Aufgabe war es, den Milizionären den Zweck ihres Kampfes klarzumachen. Dem Regiment wurde zudem ein Militärorchester unter der Leitung von Rafael Oropesa angegliedert.
Aufgrund der guten militärischen Ausbildung der Freiwilligen und dem Zusammenhalt des Fünften Regimentes wurde die Einheit eine Elitemiliz der Republikaner. Das Regiment wurde im Laufe der Zeit berühmt und hatte einen großen Einfluss auch auf andere Milizeinheiten. Juan Modesto, Enrique Castro Delgado und Vittorio Vidali waren die Organisatoren des Fünften Regimentes. Der erste Kommandant des Fünften Regimentes war Enrique Castro Delgado. Die Zahl der Freiwilligen stieg aufgrund der drohenden Gefahr, der Einnahme von Madrid durch die Nationalisten, schnell an. Zwischen August und November 1936 stieg die Anzahl der Milizionäre von 6.000 auf 20.000 an. 
Das Fünfte Regiment kämpfte in den Schlachten von Somosierra, Sierra de Guadarrama und Talavera de la Reina. Ende August kämpfte das Regiment in der Provinz Toledo, wo republikanische Einheiten versuchten, unter dem Kommando Juan Modesto, den Vormarsch Francos auf Madrid aufzuhalten. Das Fünfte Regiment zeichnete sich vor allem in den Kämpfen entlang der Straße von Madrid über Talavera de la Reina in die Extremadura aus. Hervorzuheben sind auch seine Interventionen in Talavera de la Reina, Santa Olalla, Toledo oder Illescas. Während der Kämpfe im Bereich von Talavera de la Reina – Santa Olalla koordinierte Modesto die Aktionen der Miliz und der regulären Einheiten. Im November wurde er auch zu einer der Schlüsselfiguren bei der Verteidigung von Madrid. 
Kommandeur einer Sparte des Fünften Regimentes war Enrique Líster. Er kommandierte das Matrosen-von-Kronstadt-Bataillon, das Leningrader-Bataillon, das Comuna-de-Madrid-Bataillon und das internationale Commune-de-Paris-Bataillon. Die Centuria Gastone Sozzi und die Centuria Dąbrowski kämpften ab dem 10. September 1936 mit dem Fünften Regiment, wobei die Centuria Dąbrowski in den Anhöhen von Talavera de la Reina in der Sierra de Guadarrama, 100 Kilometer westlich von Madrid in der Schlacht von Talavera (1936) kämpfte. Die polnische Einheit nahm auch in der Hochebene von Talavera de la Reina an einem Gegenangriff auf Pelahustán teil und verteidigte den Hügel Osso in dieser Hochebene. Zudem kämpfte das Fünfte Regiment am 8. November mit dem Dąbrowski-Bataillon bei der Verteidigung von Madrid im Süden der Stadt, in Villaverde, mit dem Dąbrowski-Bataillon.
Das Fünfte Regiment wurde zum Modell beim Aufbau der republikanischen Volksarmee. Zudem wurden aus den Angehörigen des Fünften Regimentes die ersten gemischten Brigaden (Brigada Mixta) formiert. Aus dem Fünften Regiment gingen neben Juan Modesto hervorragende Führer der republikanischen Volksarmee hervor, wie Valentín González „El Campesino“, Etelvino Vega und Enrique Lister, der spätere Kommandeur der 11. Division der republikanischen Volksarmee. 
Kasernen des Fünften Regimentes befanden sich in Valdepeñas, Ciudad Real, Cuenca und Almaden. Des Weiteren befanden sich Kommandanturen in Guadalajara und Albacete, dem späteren Stützpunkt der Internationalen Brigaden.
Das Fünfte Regiment wurde am 22. Januar 1937 aufgelöst: Vittorio Vidali, einer seiner Kommandeure, verkündete an diesem Tag: Das Fünfte Regiment ist tot. Es lebe die Volksarmee.

## Mitglieder des Fünften Regiments
- Harry Domela